# Мейер, Ричард
Ри́чард Алан Ме́йер (англ. Richard Meier, род. 12 октября 1934, Ньюарк, Нью-Джерси, США) — американский архитектор и художник-абстракционист, ведущий представитель нью-йоркского авангарда, 6-й лауреат Притцкеровской премии (1984), один из так называемых «звёздных архитекторов».

## Биография
Ричард Мейер родился 12 октября 1934 года в еврейской семье.

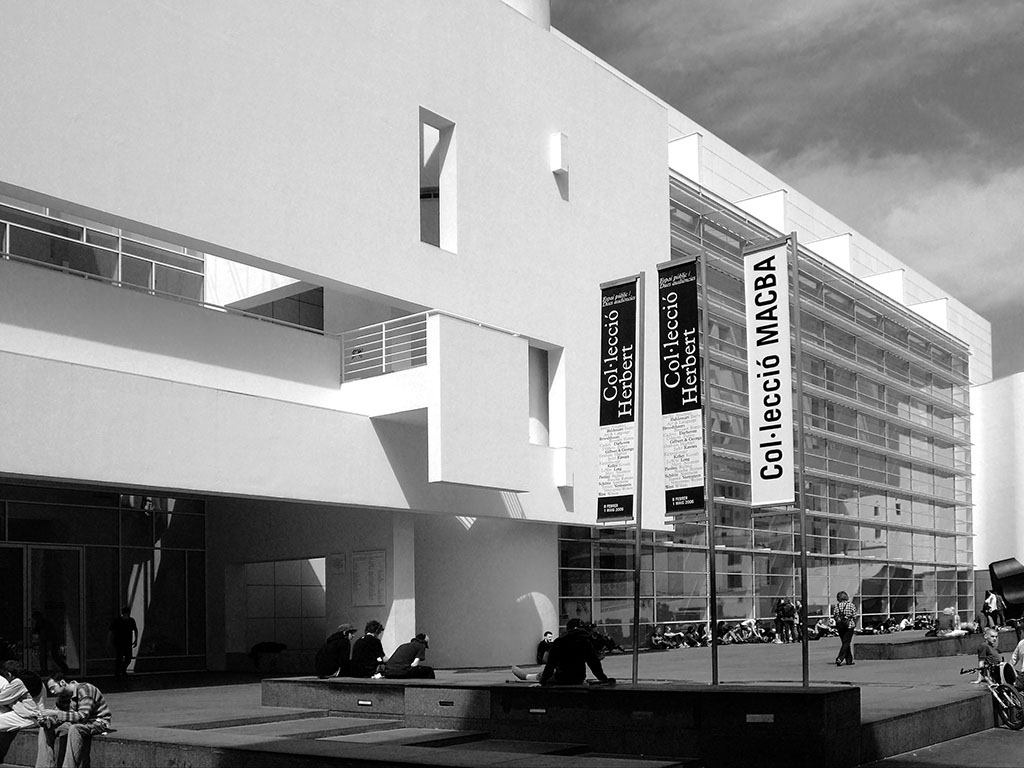
Музей современного искусства в Барселоне

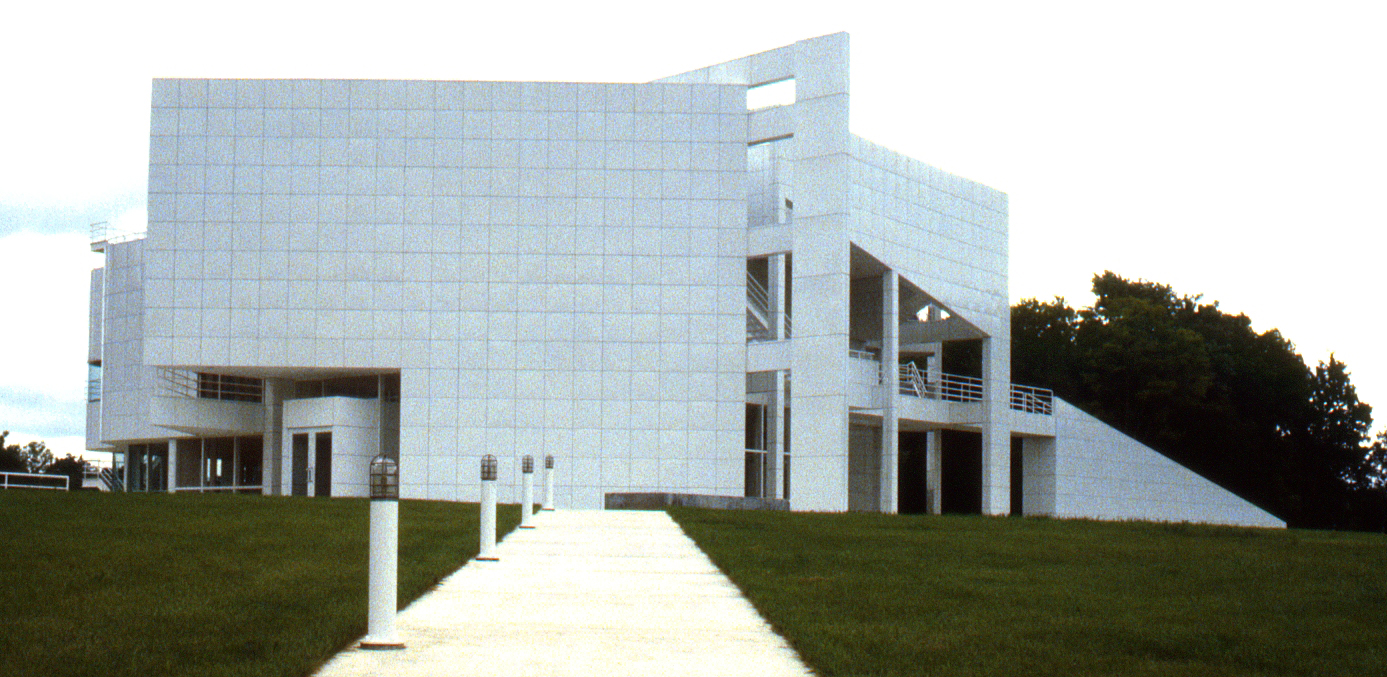
Новая Гармония, Индиана, США

Архитектурное образование получил в Корнеллском университете. Входил в «Нью-Йоркскую пятерку» архитекторов-пуристов, приблизившись более других к пуристским идеалам. В 1956—1963 годах работал в фирмах «Skidmore, Owings & Merrill», «Davis, Brody & Wisniewski» (ныне — Davis Brody Bond) и «Marcel Breuer & Associates». В 1963 году открыл в Нью-Йорке собственную фирму «Richard Meier & Partners Architects» (с 2021 года — Meier Partners).
Одной из хрестоматийных построек зодчего является Музей прикладного искусства во Франкфурте-на-Майне (1985), в котором его абстрактный стиль достиг наибольшей зрелости. Эта постройка оказала существенное влияние на развитие архитектуры 1990-х гг. Среди более поздних проектов известны Гетти-центр (1997) и музей Алтаря Мира (2006).
В его зданиях использована метафора порядка и ясности, противопоставленных хаосу искусственного окружения. Считается, что Мейер продолжил направление романтического модернизма, родоначальником которого был Ле Корбюзье.
В 1984 году в возрасте 49 лет стал лауреатом Притцкеровской премии, став самым молодым её лауреатом.

## Семья
Дочь — Ана Мейер (англ. Ana Meier), архитектор, дизайнер, советник фирмы Meier Partners (Richard Meier & Partners Architects).

## Работы Ричарда Мейера
- Дома в Бодруме, Бодрум, Турция, 2010—2014
- Площадь Великой Армии, Бруклин, Нью-Йорк, 2003—2008
- Ара Пачис Мьюзем (Музей Алтарь Мира), Рим, Италия, 2006
- ECM City Tower, Прага, Чехия, 2004—2007
- Сан Хосе Сити Холл, Сан-Хосе, Калифорния, 2004—2007
- Здание Института Научных Технологий, Итака, Нью-Йорк, 2007
- Музей Фридера Бурды, Баден-Баден, Германия, 2004
- Скрентонский Университет, Connolly Hall, 2007
- Церковь Юбилея, Рим, Италия 2003
- Резиденция Сендры Окконор, Феникс, Аризона, 2000
- Камденский Медицинский центр, Сингапур, 1998
- Центр Гетти, Лос-Анджелес, Калифорния, 1997
- Рахоффски Хауз, Даллас, Техас, 1996
- Музей Телевидения и Радио, Беверли Хиллз, Калифорния, 1996
- Проект Эдинбургского парка, 1995
- Музей современного искусства, Барселона, Испания, 1995
- Сити Холл и Центральная Библиотека, Гаага, Нидерланды, 1995
- Штадтхауз, Ульм, Германия, 1994
- Центр Даймлер-Крайслер, Ульм, Германия, 1992
- Музей Высоких Искусств, Атланта, Джорджия, 1983
- Хартфордская семинария, Хартфорд, Коннектикут, 1981
- Исследовательский Центр, Бронкс, Нью-Йорк, 1976
- Дуглас Хауз, Харбор Спрингс, Мичиган, 1973
- Смитс Хауз, Дариен, Коннектикут, 1965—1967